# Isilda Gomes
Isilda Maria Prazeres dos Santos Varges Gomes, née le 16 septembre 1951 à Almeida, est une femme politique portugaise, membre du Parti socialiste.

## Biographie
Elle est gouverneure civile du district de Faro entre 2007 et 2009, puis de nouveau entre 2009 et 2011,. Elle est élue maire de Portimão en 2013, avec une majorité relative (3 élus sur 7), pour le PS ; plus tard, elle obtient une majorité absolue à l'exécutif municipal grâce à une coalition post-électorale avec le seul élu du PSD. Aux élections locales de 2017, elle est réélue avec la majorité absolue. 
En 2024, elle est élue députée européenne.